# Listă cu premiere în aviație

## Premiere și date de referință în aviația civilă și militară

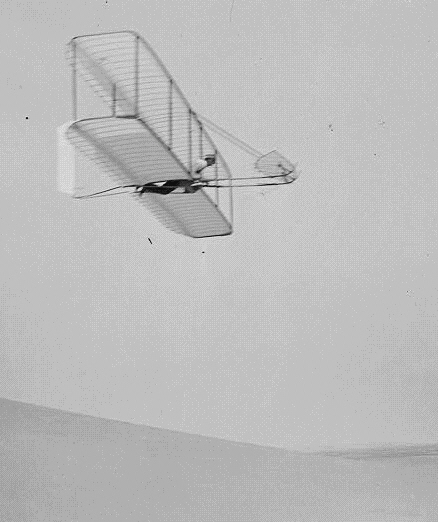
Wilbur Wright cu planorul său la 10 octombrie 1912

- Primul zbor fotografiat cu planorul: Otto Lilienthal.,1891.

- Primul zbor controlat, susținut: Frații Wright 17 decembrie 1903.

- Primul zbor deasupra Canalului Mânecii: Louis Blériot, 25 iulie 1909.

- Prima decolare de pe suprafața apei: Henri Fabre, Franța, 28 martie 1910.

- Prima decolare de pe o navă: Eugene Ely de pe crucișătorul USS Birmingham (CL-2) cu un Curtiss 14 noiembrie 1910.

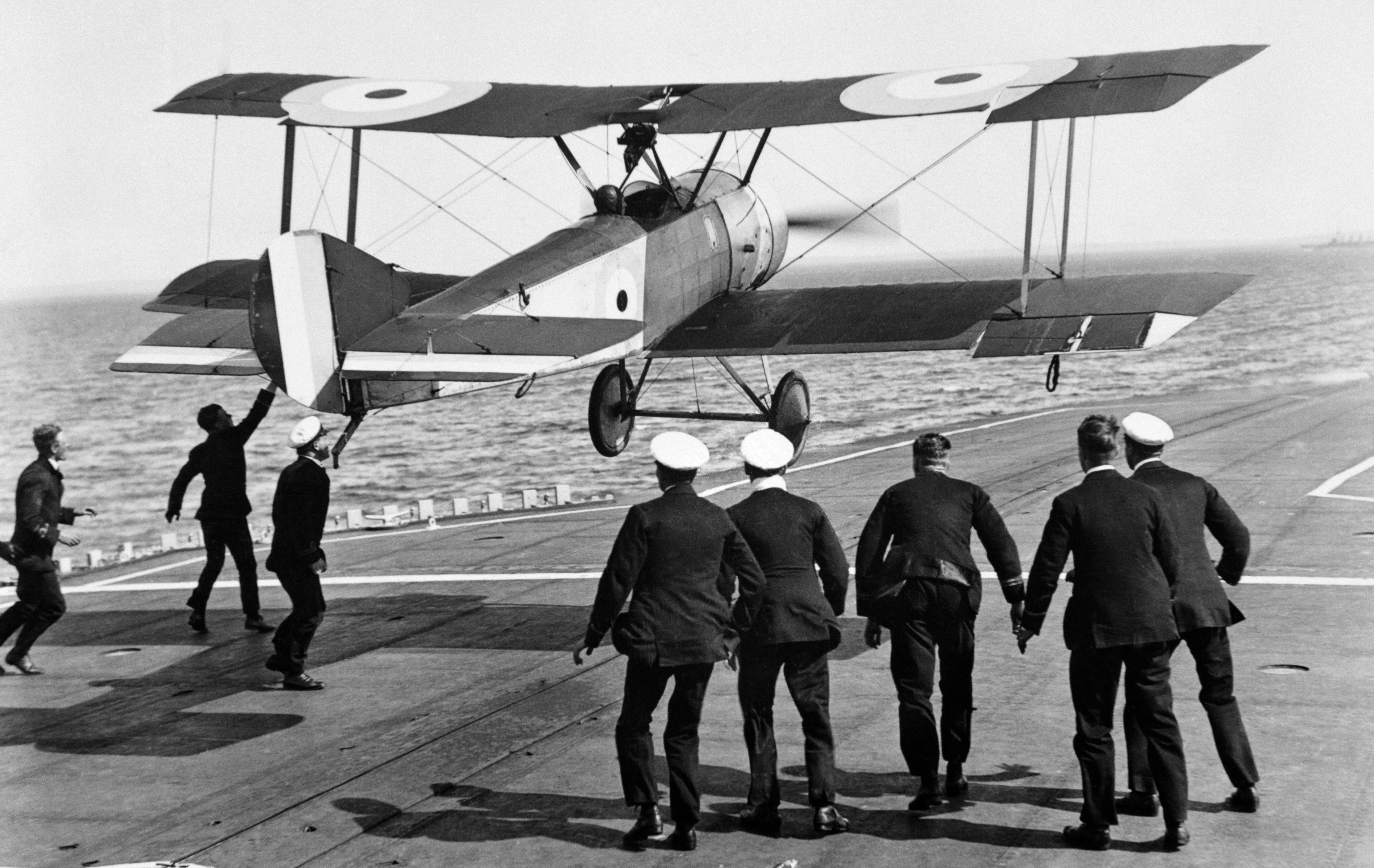
Aterizarea lui Dunning pe portavionul HMS Furious cu un avion de recunoaştere Sopwith Pup

- Prima aterizare pe o navă: Eugene Ely pe crucișătorul USS Pennsylvania (ACR-4) 11 ianuarie 1911

- Primul salt cu parașuta: Grant Morton a sărit de pe un avion Wright Model B în Venice, California în 1911

- Primul atac aerian asupra unei nave: Didier Masson și Captain Joaquín Bauche Alcalde au aruncat bombe cu dinamită asupra navei Guaymas în Mexic, 10 mai 1913[1]

- Primul looping: Pyotr Nesterov cu un Nieuport IV - 9 septembrie 1913.[2]

- Primul zbor deasupra Mării Mediterane: Roland Garros din sudul Franței în Tunis, la 23 septembrie 1913.

- Primul avion ce depășește viteza de 200 km/h: Jules Védrines pilotând un Deperdussin Monocoque, la 29 septembrie 1913

- Prima luptă aeriană: Dean Ivan Lamb zburând cu un Curtiss Pusher contra lui Phil Rader pe un biplan Christopherson în timpul asediului lui Naco, Mexic, 30 noiembrie 1913 (dată neconfirmată).

- Primul avion doborât de un alt avion: Sergent Joseph Frantz (pilot) și caporalul Louis Quénault (observator) zburând cu un Voisin III au doborât un Aviatik B.II lângă Rheims, 5 octombrie 1914.[3]

- Primul pilot militar femeie: Eugenie Mikhailovna Shakhovskaia în 1914

- Primul atac cu torpilă împotriva unei nave: Charles Edmonds cu un Short 184 la 12 august 1915.[4]

- Prima aterizare pe o navă în mișcare: Edwin Harris Dunning cu un Sopwith Pup pe HMS Furious (47)- 2 august 1917. [5]

- Primul zbor transatlantic fără oprire: John Alcock și Arthur Whitten Brown din St. John's, Newfoundland și Labrador lângă Clifden, Irlanda 14-15 iunie 1919

- Prima femeie care a traversat Oceanul Atlantic: Amelia Earhart 17 iunie 1920.[6]

- Primul afro-american care a obținut licență de pilot : Bessie Coleman la 15 iunie 1921.[7]

- Prima încărcare în zbor cu combustibil:

United States Army Air Service la 27 iunie 1923.
- Prima traversare transatlantică solo fără oprire: Charles Lindbergh, 20-21 mai 1927.

- Primul zbor cu elicopter: Alexei Cheremukhin și Boris Yuriev cu TsAGI-1EA, la o altitudine record de 605 metri la 14 august 1932.

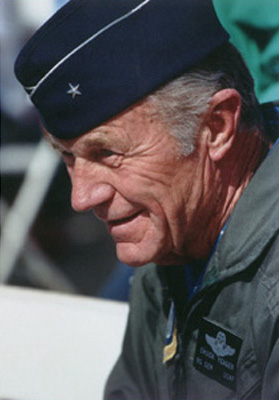
Primul om care a zburat cu viteză mai mare decât viteza sunetului: Chuck Yeager

- Primul zbor deasupra Everestului: Douglas Douglas-Hamilton și lt. D.F.McIntyre în Westland PV-3 și Westland Wallace la 3 aprilie 1933

- Primul zbor cu un avion propulsat de rachetă cu combustibil lichid:  Heinkel He 176 la 20 iunie 1939.

- Primul zbor cu un avion cu turboreactor:  Heinkel He 178 la 27 august 1939.

- Primul zbor supersonic: Chuck Yeager la 14 octombrie 1947

- Primul zbor în jurul Pământului cu avion fără realimentare:  Dick Rutan și Jeana Yeager, cu un avion Rutan 76 Voyager, între 14–23 decembrie 1986. Zborul a durat 9 zile, 3 minute și  44 secunde.